# Campionato panellenico di pallacanestro 1956-1957
Il campionato panellenico 1956-1957 è stata la 17ª edizione del massimo campionato greco di pallacanestro maschile. La vittoria finale è stata ad appannaggio del Panellīnios.

## Risultati

### Stagione regolare
|    | Squadra        | G | V | P | PF  | PS  | Pt. |
| -- | -------------- | - | - | - | --- | --- | --- |
| 1. | Panellīnios    | 6 | 5 | 1 | 433 | 352 | 16  |
| 2. | Olympiakos     | 6 | 5 | 1 | 396 | 363 | 16  |
| 3. | PAOK Salonicco | 6 | 3 | 3 | 340 | 372 | 12  |
| 4. | AEK Atene      | 6 | 3 | 3 | 350 | 361 | 12  |
| 5. | XAN Salonicco  | 6 | 2 | 4 | 354 | 365 | 10  |
| 6. | Keravnós Cairo | 6 | 2 | 4 | 343 | 352 | 10  |
| 7. | Sporting Atene | 6 | 1 | 5 | 310 | 361 | 8   |

### Finale per il titolo
| Squadra 1   | Risultato     | Squadra 2  |
| ----------- | ------------- | ---------- |
| Panellīnios | 62 - 60 (dts) | Olympiakos |

| Campionato panellenico 1956-1957 |
| -------------------------------- |
| Panellīnios 6º titolo            |

## Formazione vincitrice
| N° | Naz.              | Ruolo | Sportivo             |  | Alt. |  |
| -- | ----------------- | ----- | -------------------- |  | ---- |  |
|    | Grecia (bandiera) | A     | Panagiōtīs Manias    |  | 190  |  |
|    | Grecia (bandiera) |       | Mimīs Stefanidīs     |  | 183  |  |
|    | Grecia (bandiera) |       | Kōstas Papadīmas     |  | 175  |  |
|    | Grecia (bandiera) | C     | Themīs Cholevas      |  | 188  |  |
|    | Grecia (bandiera) | P     | Aristeidīs Roumpanīs |  |      |  |
|    | Grecia (bandiera) |       | Antōnīs Chrīsteas    |  |      |  |
|    | Grecia (bandiera) | All.  | Nikos Nīsiōtīs       |  |      |  |